# 로쿠
로쿠(Roku)는 미국의 기업 로쿠가 제조한 하드웨어 디지털 미디어 플레이어의 브랜드이다. 다양한 온라인 서비스로부터 스트리밍 미디어 콘텐츠의 접근을 제공한다.
넷플릭스와의 협업을 통해 개발된 최초의 로쿠 모델은 2008년 5월 선보였다. 로쿠 기기들은 디지털 미디어 플레이어 시장에 영향력있는 것으로 간주되고 있으며 OTT 미디어 소비를 위한 저비용의 스몰 폼 팩터 셋톱 기기의 개념을 대중화하는데 일조했다.

## 역사
로쿠는 티보와 경쟁했던 DVR 기업인 리플레이TV를 설립했던 앤서니 우드에 의해 2002년 설립되었다. 리플레이TV가 실패한 이후 우드는 넷플릭스에서 한 동안 일했다. 2007년, 우드의 기업이 넷플릭스 사용자들이 자신들의 TV에서 넷플릭스 콘텐츠를 스트리밍할 수 있도록 하는 셋톱 박스인 프로젝트:그리프틴(Project:Griftin)을 대상으로 넷플릭스와 함께 일하기 시작했다. 프로젝트 런칭이 있기 수주 전에 넷플릭스의 설립자 리드 헤이스팅스는 서드파티와의 라이선스 문제를 들어 이 프로젝트를 종료시켰다. 패스트 컴퍼니(Fast Company)지는 이 프로젝트를 죽인 결정에 대해 "넷플릭스의 가장 위험한 수들 가운데 하나"로 지적했다.
넷플릭스는 그 대신 기업 분리를 단행하여 로쿠가 2008년 자사 최초의 셋톱 박스로서 출시되었다. 2010년, 다양한 기능을 갖춘 여러 모델을 제공하기 시작했으며 이는 마침내 표준 사업 모형이 되었다. 2014년, 로쿠는 스마트 TV 제조업체들과 파트너십을 맺고 로쿠 기능이 내장된 로쿠TV를 생산하였다.

## 같이 보기
- 스마트 TV